# Melitaea minoa
Melitaea minoa är en fjärilsart som beskrevs av Hans Fruhstorfer 1917. Melitaea minoa ingår i släktet Melitaea och familjen praktfjärilar. Inga underarter finns listade i Catalogue of Life.